# Capsicum sinense
Capsicum sinense är en potatisväxtart som beskrevs av Nikolaus Joseph von Jacquin. Capsicum sinense ingår i släktet spanskpepparsläktet, och familjen potatisväxter. Inga underarter finns listade i Catalogue of Life.